# Tanaecia floralis
Tanaecia floralis är en fjärilsart som beskrevs av Hans Fruhstorfer 1913. Tanaecia floralis ingår i släktet Tanaecia och familjen praktfjärilar. Inga underarter finns listade i Catalogue of Life.